# Krohnia excellata
Krohnia excellata är en ringmaskart som först beskrevs av Uschakov 1955.  Krohnia excellata ingår i släktet Krohnia och familjen Alciopidae. Inga underarter finns listade i Catalogue of Life.